# Брузаскето (Алесандрија)
Брузаскето је насеље у Италији у округу Алесандрија, региону Пијемонт.
Према процени из 2011. у насељу је живело 98 становника. Насеље се налази на надморској висини од 270 м.